# Donji Žabar (kommun)
Donji Žabar är en kommun i Bosnien och Hercegovina.   Den ligger i entiteten Republika Srpska, i den nordöstra delen av landet, 120 km norr om huvudstaden Sarajevo.